# المعزاب (الخبت)

تعديل مصدري - تعديل

المعزاب هي إحدى قرى عزلة الظاهر بمديرية الخبت التابعة لمحافظة المحويت، بلغ تعداد سكانها 85 نسمة حسب تعداد اليمن لعام 2004.